# Chirurgie

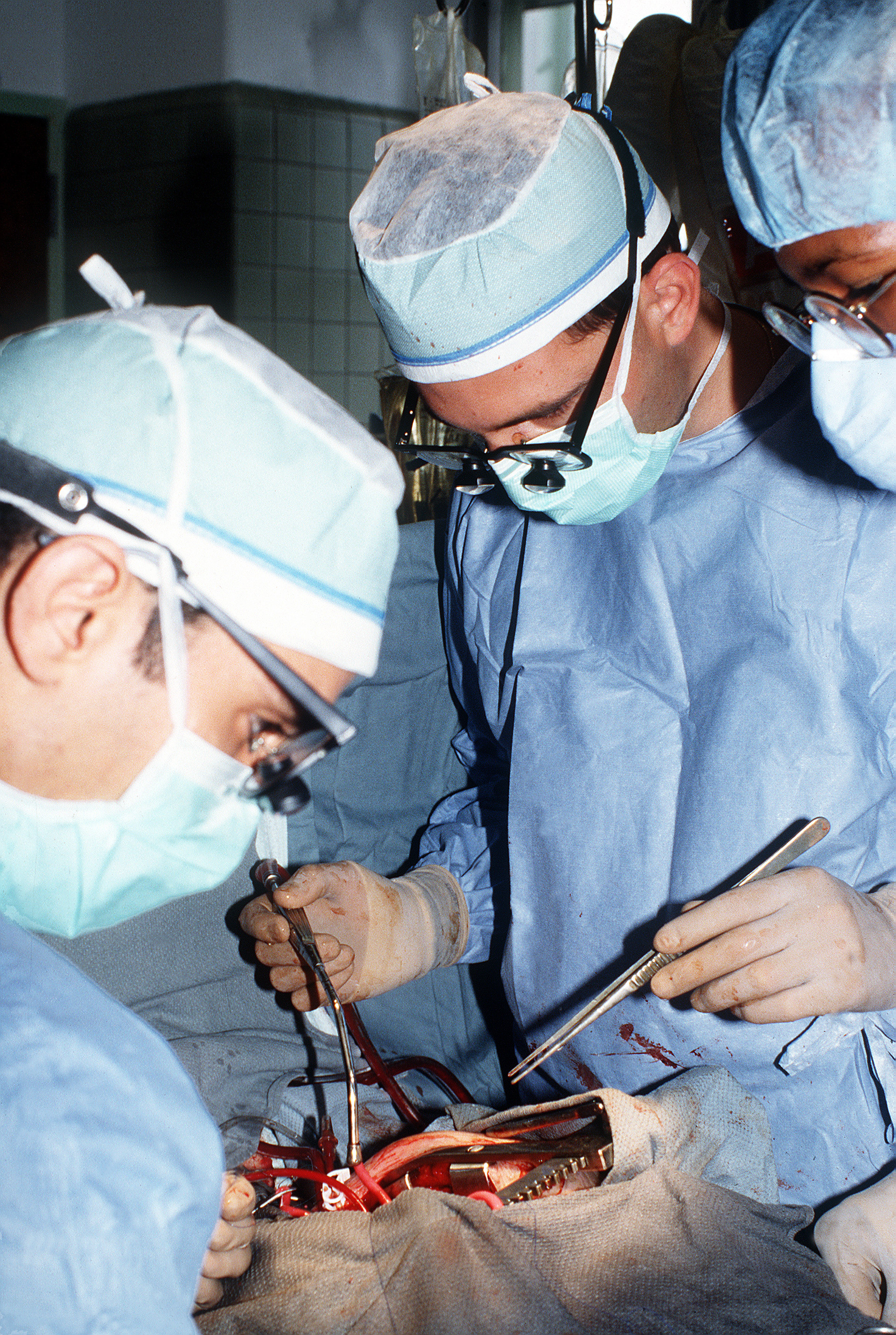
Un chirurg cardiolog efectuează o operație de înlocuire a valvei mitrale la Fitzsimons Army Medical Center.

În medicină, chirurgia  este specialitatea medicală care tratează bolile sau rănile prin intervenții instrumentale sau manuale operative.
Termenul de chirurgie se poate referi și la locul în care se efectuează operațiile chirurgicale sau la biroul medicului chirurg.

## Serviciul de chirurgie

Hieronymus Fabricius, Operationes chirurgicae, 1685

Activitățile chirurgicale din spital se desfășoară în trei mari compartimente:
- în secția de paturi (staționar);
- în blocul operator - cu activități chirurgicale;
- la camera de gardă, unde se primesc pacienții, se triază și se asigură primul ajutor.

Camera de gardă trebuie să asigure o preluare rapidă, un examen complet al pacientului de către medicul de gardă; la nevoie se acordă și primul ajutor, dezbrăcarea, îmbrăcarea și transportul în secția de chirurgie.
Staționarul trebuie să asigure condiții de cazare, tratament și alimentație.
Bolnavul este cazat în salon cu respectarea unui anumit regim igienico-sanitar:
- volum minim de 10 - 12 m3 de aer pentru fiecare pacient;
- temperatura de 20 - 25oC;
- pardoseala trebuie să permită efectuarea curățeniei ușor și de mai multe ori pe zi
- fiecare salon să beneficieze de toaletă proprie.

Secția de paturi trebuie să fie divizată într-un compartiment septic, destinat bolnavilor cu afecțiuni chirurgicale septice și un compartiment aseptic pentru restul pacienților, pentru a se evita declanșarea unor infecții spitalicești.
Blocul operator se compune din săli de operație care trebuie să fie cât mai aproape de secția de chirurgie.
Aici există anumite circuite în care are acces doar personalul blocului operator și pacienții care necesită intervenția chirurgicală.
Intrarea în blocul operator se face numai după ce a fost schimbată ținuta de spital în costumul de filtru, în camera de filtru (alăturată sălii de operație).
În blocul operator mai există:
- o antecameră pentru staționarea bolnavilor înainte de intervenția chirurgicală și pentru administrarea pre-anesteziei;
- un spălător și sterilizator pentru intervenția chirurgicală;
- grupuri sanitare pentru pacienți;
- cameră de trezire, unde bolnavul este supravegheat de anestezist până la stabilirea funcțiilor vitale.

În apropierea blocului operator se află secția de reanimare și terapie intensivă, precum și serviciul de transfuzie.
Secția ATI este situată în vecinătatea blocului operator și aici există săli de operație septice și aseptice.

## Populație specială

### Oamenii mai în vârstă
Adulții în vârstă au o stare fizică foarte variată. Persoanele în vârste fragile prezintă un risc semnificativ de complicații post-chirurgicale și necesitatea unei îngrijiri extinse. Evaluarea pacienților în vârstă înainte de intervenția chirurgicală opțională poate prezice cu exactitate traiectoriile de recuperare ale pacienților . O scară de fragilitate utilizează cinci elemente: pierderea neintenționată în greutate, slăbiciune musculară, epuizare, activitate fizică scăzută și viteză redusă de mers. O persoană sănătoasă scor 0; o persoană foarte fragilă scor 5. Comparativ cu persoanele în vârstă nesatisfăcătoare, persoanele cu scoruri de fragilitate intermediare (2 sau 3) au de două ori mai multe șanse de a avea complicații post-chirurgicale, petrec 50% mai mult timp în spital și sunt de trei ori mai susceptibile.

### Copii
Chirurgia la copii necesită considerente care nu sunt obișnuite în chirurgia adultă. Copiii și adolescenții se dezvoltă încă din punct de vedere fizic și mental, ceea ce le face dificilă luarea deciziilor în cunoștință de cauză și acordarea consimțământului pentru tratamentele chirurgicale. Chirurgia bariatrică la tineri se numără printre subiectele controversate legate de chirurgia la copii.

### Populația vulnerabilă
Doctorii efectuează intervenții chirurgicale cu acordul pacientului. Unii pacienți sunt capabili să dea consimțământ mai bine informat decât alții. Populațiile cum ar fi persoanele încarcerate, persoanele care trăiesc cu demență, persoanele incompetente din punct de vedere mental, persoanele supuse coerciției și alte persoane care nu sunt capabile să ia decizii cu aceeași autoritate ca un pacient tipic au nevoi speciale atunci când iau decizii privind asistența medicală personală, interventie chirurgicala.

## Proces

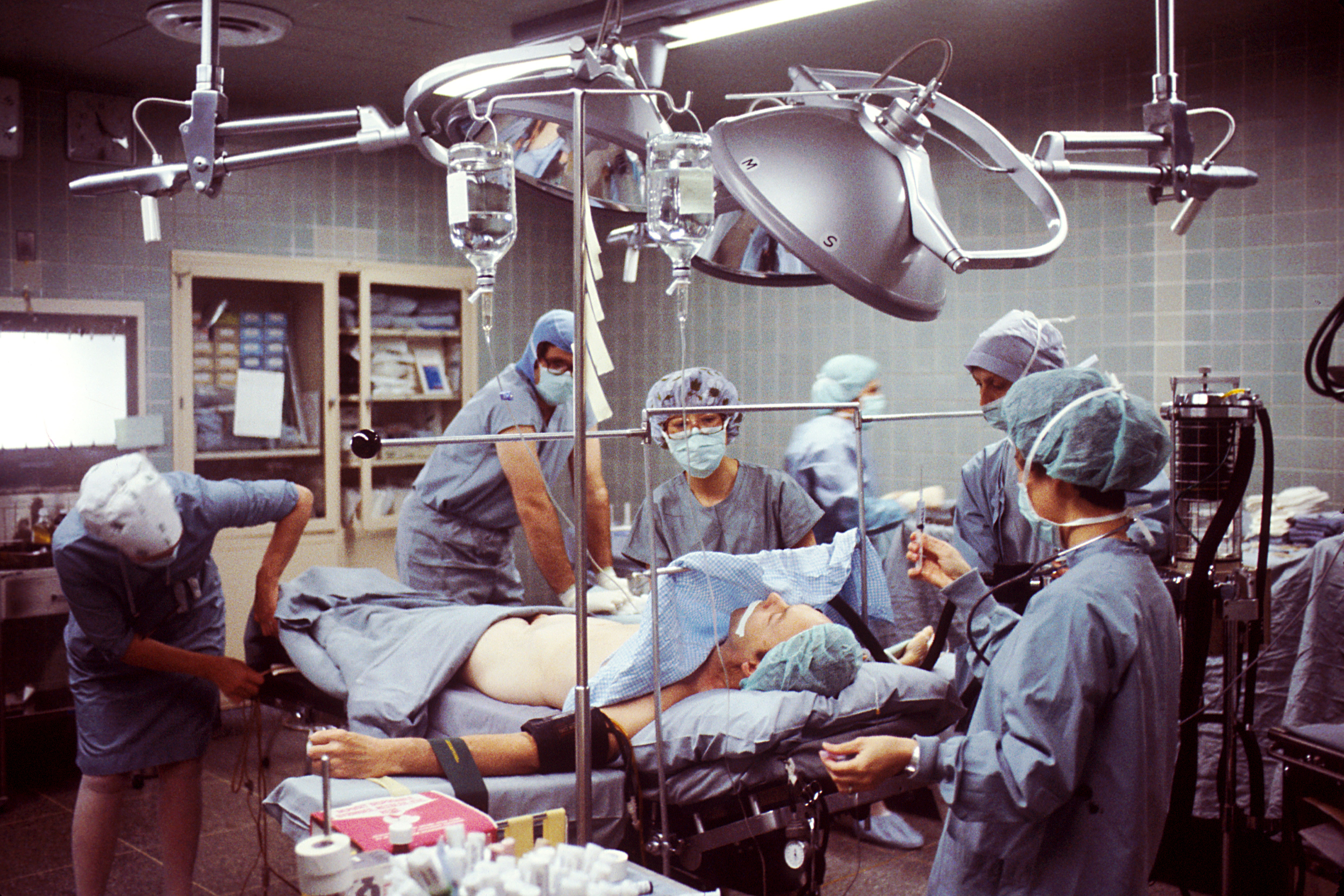
Pregătirea pentru chirurgie (1978)

Tratamentul chirurgical constă din mai multe etape consecutive:
1. pregătirea pacientului pentru operație,
2. anestezie,
3. intervenție chirurgicală,
4. reabilitarea pacientului după intervenție chirurgicală.

Chirurgia include: asigurarea accesului chirurgical (incizia pielii sau mucoasei), tratamentul chirurgical al unui organ și restaurarea integrității țesuturilor perturbate în timpul intervenției chirurgicale.

## Chirurgie specializată
- Chirurgie generală
- Chirurgie mamară
- Cardiotoracică
- Chirurgie colorectală
- Craniofaciale
- Chirurgie dentară
- Chirurgie endocrină
- Ginecologie
- Neurochirurgie
- Oftalmologie
- Chirurgie Oncologică
- Chirurgie maxilo-facială
- Transplant
- Ortopedie și traumatologie
- Otorinolaringologie
- Chirurgie pediatrică
- Chirurgie plastică
- Dermatologie
- Urologie
- Chirurgie vasculară